# Alsodes vanzolinii
Alsodes vanzolinii (Donoso-Barros, 1974) è un anfibio anurio appartenente alla famiglia Alsodidae, endemico del Cile.